# Stolperstein in Watermael-Boitsfort/Watermaal-Bosvoorde
Der Stolperstein in Watermael-Boitsfort/Watermaal-Bosvoorde ist Guersch Koutchouk gewidmet, einem aus dem Russischen Reich stammenden Mann aus einer jüdischen Familie, der vom NS-Regime im Jahre 1945 auf einem Todesmarsch erschossen wurde. Watermael-Boitsfort/Watermaal-Bosvoorde ist eine von 19 Gemeinden der zweisprachigen Region Brüssel-Hauptstadt. Stolpersteine werden vom Kölner Künstler Gunter Demnig in weiten Teilen Europas verlegt. Sie erinnern an das Schicksal der Menschen, die von den Nationalsozialisten ermordet, deportiert, vertrieben oder in den Suizid getrieben wurden, und liegen im Regelfall vor dem letzten selbstgewählten Wohnsitz des Opfers.
Der bislang einzige Stolperstein von Watermael-Boitsfort wurde am 4. Februar 2017 auf Initiative der Association Pour la Mémoire de la Shoah verlegt.

## Stolperstein
| Stolperstein | Übersetzung | Verlegeort        | Name, Leben |
| ------------ | --- | ----------------- | --- |
|              | HIER WOHNTE GUERSCH KOUTCHOUK GEBOREN 1905 IN RUSSLAND VERHAFTET 22.7.1941 INTERNIERT IN BREENDONCK MECHELEN 26.9.1942 DEPORTIERT 10.10.1942 COSEL, SCHLESIEN ERMORDET | Avenue de Visé 80 | Guersch Koutchouk wurde am 1. März 1905 in Kischinjow, damals Russisches Kaiserreich, geboren. Im Jahr 1923 zog er nach Gent, bekam ein dreimonatiges Aufenthaltsvisum und er begann ein Bauingenieursstudium an der Universität Gent. Nach dem Ende seines Studiums 1927 zog er nach Brüssel, ein Jahr später nach Saint-Gilles und von dort 1929 nach Schaerbeek. Am 1. Juli 1933 heiratete er die 1909 im Gouvernement Witebsk geborene Cécilia Droujanoff. Zuerst zogen sie nach Koekelberg und im Jahr 1936 ließen sie sich in Watermael-Boitsfort nieder und Koutchouk arbeitete hier als Ingenieur, unter anderem an der Sint-Adrianuskerk (Sankt-Adrians-Kirche). 1939 wurde sein Sohn Jacques Léo geboren, Koutchouks Einbürgerungsantrag wurde im April desselben Jahres abgelehnt. Nach der Kapitulation Belgiens im Mai 1940 und der Besetzung Belgiens durch Nazideutschland mussten sich alle Juden melden und in einem Register eintragen lassen. Guersch Koutchouk meldete sich am 18. Dezember 1940. Am 22. Juli 1941 wurde er verhaftet und im Fort Breendonk inhaftiert. Am 1. Juli 1942 kam er frei und sorgte für die Sicherheit seiner Frau und seines Sohnes. Sein Sohn wurde bei Bauern in Gaillemarde untergebracht, seine Frau floh in ein Kloster in der Gemeinde Wallonisch-Brabant. Koutchouk selbst blieb in der Avenue de Visé, glaubte an keine erneute Verhaftung und fühlte sich sicher, doch als Jude fand er nirgends mehr Arbeit und so war die Situation weiterhin schwierig für ihn. Es wurde wieder verhaftet und war ab dem 26. September 1942 im SS-Sammellager Mecheln registriert. Am 10. Oktober 1942 wurde er mit dem Transport XII, der im Vernichtungslager Auschwitz endete, deportiert. Dort gelang ihm, laut eines Zeitzeugen, die Flucht aus der Gaskammer und er konnte bis Januar 1945 überleben. Im Januar 1945 musste Koutchouk auf einen Todesmarsch. Guersch Koutchouk konnte auf Grund seiner erfrorenen Füße nicht mehr gehen und wurde während des Todesmarsches erschossen. zur Verlegung des Stolpersteines war auch sein Sohn Jacques Koutchouk mit seiner Frau anwesend. |

## Verlegedatum
- 4. Februar 2017